# Orgasme sec
Un orgasme sec és un  clímax sexual en homes en el qual no es produeix l'ejaculació. Els homes que es masturben abans de la pubertat normalment només obtenen orgasmes secs, fins i tot en el cas que arribin al clímax. Els nois que experimenten orgasmes secs sovint poden produir múltiples orgasmes, ja que la necessitat per a un període de repòs, el període refractari, està reduïda. Alguns homes consideren que l'orgasme sec és poc satisfactori o fins i tot dolorós, altres ho troben més intens. Altres homes actuen per aconseguir múltiples orgasmes, alguns dels quals, necessàriament, seran secs.

## Tècniques
Els orgasmes secs poden aconseguir-se de forma deliberada pressionant el principi de la uretra entre l'anus i els testicles, immediatament després de l'orgasme. L'ús de  bombes de buit pot també comprimir la uretra de tal manera de produir un orgasme sec, sempre que l'anell del dispositiu estigui en el lloc. Aquest causa que la uretra quedi tancada durant l'ejaculació i, d'aquesta manera, el semen no arribarà al penis. Tanmateix, això pot causar algun dolor en els testicles i al voltant de l'anus. Es pot causar dany a les parts del cos relacionades amb l'ejaculació, especialment els conductes d'ejaculació i els conductes deferentes. També es pot aconseguir l'orgasme sec mitjançant la contracció, immediatament després de l'orgasme, dels músculs que s'utilitzen per forçar la detenció de la micció. Això requereix alguna pràctica, però molts homes que la dominen informen d'orgasmes més llargs, més intensos, o, fins i tot la capacitat de tenir múltiples orgasmes.
També poden presentar-se orgasmes secs en homes que ejaculen múltiples vegades en un curt període, l'ordre d'una hora, després que les primeres poques ejaculacions hagin esgotat el fluid seminal emmagatzemat disponible. Aquesta situació és autoreversible, ja que després de poques hores els subministraments de fluid seminal seran reposats per la pròstata i les vesícules seminals.
Els homes als quals se'ls ha  extirpat la seva pròstata (normalment com a resultat d'un càncer de pròstata), poden també experimentar orgasmes secs.
Una altra causa dels orgasmes secs és l'ejaculació retrògrada, en la qual el semen flueix cap a la bufeta urinària, en lloc de cap a la uretra a l'exterior. El terme orgasme sec també s'utilitza en referència a una forma d'orgasme somàtic mental, en el qual la ment experimenta l'orgasme sense aconseguir l'ejaculació. Aquest tipus d'orgasme és un dels objectius del sexe tàntric.